# Littlefield (Arizona)
Littlefield ist eine gemeindefreie Siedlung (Unincorporated Community) im Mohave County im Nordwesten des US-Bundesstaats Arizona. Das U.S. Census Bureau hat bei der Volkszählung 2020 eine Einwohnerzahl von 256 ermittelt.
Die Siedlung liegt an der Interstate 15 und dem Virgin River im äußersten Nordwesten des kaum besiedelten und zerklüfteten sogenannten Arizona Strips. Das restliche Arizona ist über das Straßennetz nur über Nevada oder Utah zu erreichen.
Der Ort wurde 1865 als Beaver Dam von Angehörigen der Kirche Jesu Christi der Heiligen der Letzten Tage (Mormonen) aus St. George in Utah als erste mormonische Siedlung in Arizona gegründet.
Littlefield ist trotz seiner geringen Größe das Zentrum der abgelegenen Region und unterhält regionale Einrichtungen, so gibt es je eine Elementary School, Middle School und High School.